# Apanteles vernaliter
Apanteles vernaliter är en stekelart som beskrevs av Wilkinson 1932. Apanteles vernaliter ingår i släktet Apanteles och familjen bracksteklar. Inga underarter finns listade i Catalogue of Life.